# シグナ
シグナ(Cigna)は、アメリカ合衆国コネチカット州ブルームフィールドに本社を置く、世界的な医療サービス企業である。医療保険、歯科保険、障害保険、生命保険、傷害保険、および関連商品やサービスを提供する保険子会社を多数有し、その大部分は雇用者やその他の組織（政府機関や非政府組織、組合、協会など）を通じて提供されている。シグナはコネチカット州の法律の下で法人化されている。
シグナは、主にアメリカおよび一部の国際市場において、メディケアおよびメディケイド商品、医療保険、生命保険、傷害保険を個人向けに提供している。上述の継続的な事業に加えて、ランオフ再保険セグメントを含む特定のランオフ事業も行っている。フェニックス都市圏では、シグナはフルサービスのスタッフモデルのHMO（健康維持組織）を運営しており、地域全体に診療所があり、シグナ医療グループとして知られている
シグナのモットーは"Together, all the way."（ずっと一緒）である。2020年のフォーチュン500（全米上位500社の総売上高リスト）では13位にランクインしている。